# Lusius aborensis
Lusius aborensis är en stekelart som först beskrevs av Morley 1914.  Lusius aborensis ingår i släktet Lusius och familjen brokparasitsteklar. Inga underarter finns listade i Catalogue of Life.